# پیساروو
پیساروو (به چکی: Písařov) یک منطقهٔ مسکونی در جمهوری چک است که در ناحیه شومپرک واقع شده‌است. پیساروو ۱۸٫۸۵ کیلومتر مربع مساحت و ۷۱۰ نفر جمعیت دارد و ۴۷۵ متر بالاتر از سطح دریا واقع شده‌است.